# Anthony Roberts
Anthony Jerome Roberts (Chattanooga, 15 aprile 1955 – Tulsa, 29 marzo 1997) è stato un cestista statunitense, professionista nella NBA.

## Carriera
Venne selezionato dai Denver Nuggets al primo giro del Draft NBA 1977 (21ª scelta assoluta).